# Magny-lès-Villers
Magny-lès-Villers è un comune francese di 267 abitanti situato nel dipartimento della Côte-d'Or nella regione della Borgogna-Franca Contea.

## Società

### Evoluzione demografica
Abitanti censiti